# اولریکه برونس
اولریکه برونس (آلمانی: Ulrike Bruns؛ زادهٔ ۱۷ نوامبر ۱۹۵۳) دونده دو نیمه‌استقامت زن اهل آلمان بود.